# 担保評価額
担保評価額（たんぽひょうかがく）とは、客観的、合理的な評価方法で算出した評価額（時価）をいう。担保評価額は市場価値概念と軌を一にしている。
また、算出した担保評価額（時価）を踏まえ、当該担保物件の処分により回収が確実と見込まれる額を「処分可能見込額」という。この場合、債権保全という性格を十分考慮する必要がある。
なお、担保評価額の精度が十分に高い場合には、担保評価額と処分可能見込額が等しくなる。

## 評価の方法
担保評価額は通常次のように算定される。
土地
公示地価、基準地価格、路線価のいずれか、または全部を基準として時点修正などを行い評価する。
建物
基本的には原価法（または原価法に準する方法）による価額
貸ビル等の収益用不動産
収益還元法による評価

### 評価上の留意点
物件別の評価の留意点は次の通りである。
所有者使用物件
所有者使用物件は、明渡し前提のベースで、かつ最有効使用を考慮して評価を行う。
操業中の企業物件
ホテルそのほかのレジャー関係事業やそれ以外の企業に属する、一団となっている資産は、平均的運用手腕を超える経営者がもたらす超過利潤を除いた、継続的レベルの収益を、慎重に検討した結果に従い評価される。このような評価においては、企業が操業中の場合と、次のような状態いずれかにある場合とでは、価値に大きな相違が生じる可能性がある。
- 休業中
- 什器備品等の資産撤去
- 許認可、免許、フランチャイズ契約の取消し又はその可能性
- 財産の破壊汚損
- 今後の操業を阻害する事情

投資物件
通常、賃貸ビル等の投資物件は、収益価格を重視し積算価値との検証を行って評価する。
開発物件
開発物件の評価に当たっては、以下の事項について留意すべきである。
- 開発完了後転売する場合の評価にあたっては、開発法に基づき正味実現可能価額を求め、その価格を重視すべきこと。
- 開発の実現可能性が低下した場合には、状況に基づいて評価された価格を重視すべきこと。
- 収益物件を建築する場合には、土地残余法に基づく収益価格を重視すべきこと。